# Атака Гордона
Ата́ка Го́рдона, или фланговая атака Гордона (англ. Gordon's Attack, Gordon's Flank Attack), — эпизод Гражданской войны в США, атака трёх бригад Северовирджинской армии под руководством бригадного генерала Джона Гордона на позиции федерального VI корпуса генерала Джона Седжвика 6 мая 1864 года во время сражения в Глуши.
Изучая позиции перед фронтом своей бригады, генерал Гордон обнаружил незащищённый фланг корпуса противника и предложил атаковать его силами нескольких бригад, рассчитывая опрокинуть весь корпус. Командиры Гордона (Джубал Эрли и Ричард Юэлл) не сразу одобрили этот план, из-за чего было потеряно много времени, в итоге атака началась уже к концу дня 6 мая и была остановлена из-за наступившей темноты. Некоторые участники сражения считали этот эпизод упущенным шансом на победу, другие полагали, что у атаки изначально не было никаких шансов.

## Предыстория
3 мая федеральный главнокомандующий, генерал Улисс Грант, начал Оверлендскую кампанию и перешёл реку Рапидан, рассчитывая пройти через лесной массив Глушь. 5 мая в 11:00 корпус генерала КША Ричарда Юэлла встретился с передовыми частями противника на поле Сандерса, и началась битва в Глуши. Юэлл развернул дивизию Роудса справа от дороги, а Джонсона — слева. В 13:00 корпус Уоррена атаковал его позицию и опрокинул дивизию Роудса, но подошла дивизия Эрли и отбросила северян. Юэлл не стал развивать этот успех, не желая ввязываться в крупное сражение.
В ходе этих боёв бригада Гордона воевала в составе дивизии Эрли на правом фланге корпуса. Вечером бригаду перевели на левый фланг корпуса и поставили левее бригады Пеграма, крайней слева. Гордон послал разведчиков, поручив им выявить боевую линию противника перед фронтом бригады. Разведчики вернулись на восходе 6 мая. Они сообщили, что федеральная линия доходит только до фронта бригады Пеграма, где уходит в густые заросли и заканчивается. Перед позициями бригады Гордона противника нет, и бригада уходит флангом далеко за фланг корпуса Седжвика. Гордон понял, что его бригаде выпал шанс прорваться в тыл противника и атаковать его с неприкрытого фланга. Чтобы удостовериться в своей правоте, он отправил ещё группу разведчиков с заданием подтвердить первое донесение и проверить, нет ли дополнительных частей противника за позициями федерального VI корпуса. Вторая разведка полностью подтвердила донесения первой. Гордон потом писал, что всё внутри него затрепетало от осознания невероятных возможностей, которые давал этот случай.
Около 5 утра началась перестрелка на фронте корпуса Седжвика. В 06:00 стрельба утихла, и Гордон решил сам проверить федеральный фланг. Он ушёл в лес вместе с отрядом кавалерийской разведки, пробыл там час и обнаружил, что донесения были точны до мелочей. Более того, он обнаружил небольшую поляну, на которой можно было бы сформировать бригаду для атаки. Гордон решил, что можно атаковать фланг Седжвика силами одной-двух бригад, опрокинуть крайнюю фланговую бригаду и затем продолжать наступление на юг, при этом остальные бригады будут вступать в бой с фронта и одна за другой присоединяться к фланговой атаке. По мнению Гордона, эта атака могла уничтожить весь наступательный потенциал армии противника и поставить под угрозу само её существование.
Гордон изложил свои наблюдения адъютанту Томасу Джонсу и отправил его с донесением к дивизионному командиру Джубалу Эрли. По пути Джонс встретил корпусного командира Юэлла и сообщил ему, что Гордон обнаружил открытый фланг противника и готов атаковать его силами двух-трёх бригад. Во время разговора прибыл Эрли, который категорически высказался против атаки. Он был уверен, что за корпусом Седжвика стоит корпус Бернсайда, который атакует колонну Гордона и уничтожит её. Джонс передал этот разговор Гордону, и тот лично отправился в штаб корпуса. Это было между 8 и 9 часами утра. Гордон был совершенно уверен, что за линией Седжвика нет резервов, но Эрли был категорически убеждён в обратном и не придавал значения данным разведки и самого Гордона. Юэлл колебался. Он в конечном итоге отвечал за результат, при том, что ему была неизвестна местность предполагаемой атаки и не хотелось противоречить Эрли. Адъютант Юэлла потом писал, что Юэлл склонялся на сторону Гордона, но уступил категорической позиции Эрли. Юэлл решил сам изучить местность, но дела отвлекли его от этих планов.
Около 13:00 на поле боя прибыла из под Ричмонда северокаролинская бригада Роберта Джонстона. Она была также переправлена на левый фланг и встала ещё левее бригады Гордона. После прибытия этого подкрепления Гордон ещё раз запросил разрешения на атаку, но ему снова было отказано. Эрли всё ещё был уверен, что корпус Бернсайда стоит во второй линии федеральной обороны, поэтому не хотел рисковать резервами.

### Положение федерального фланга

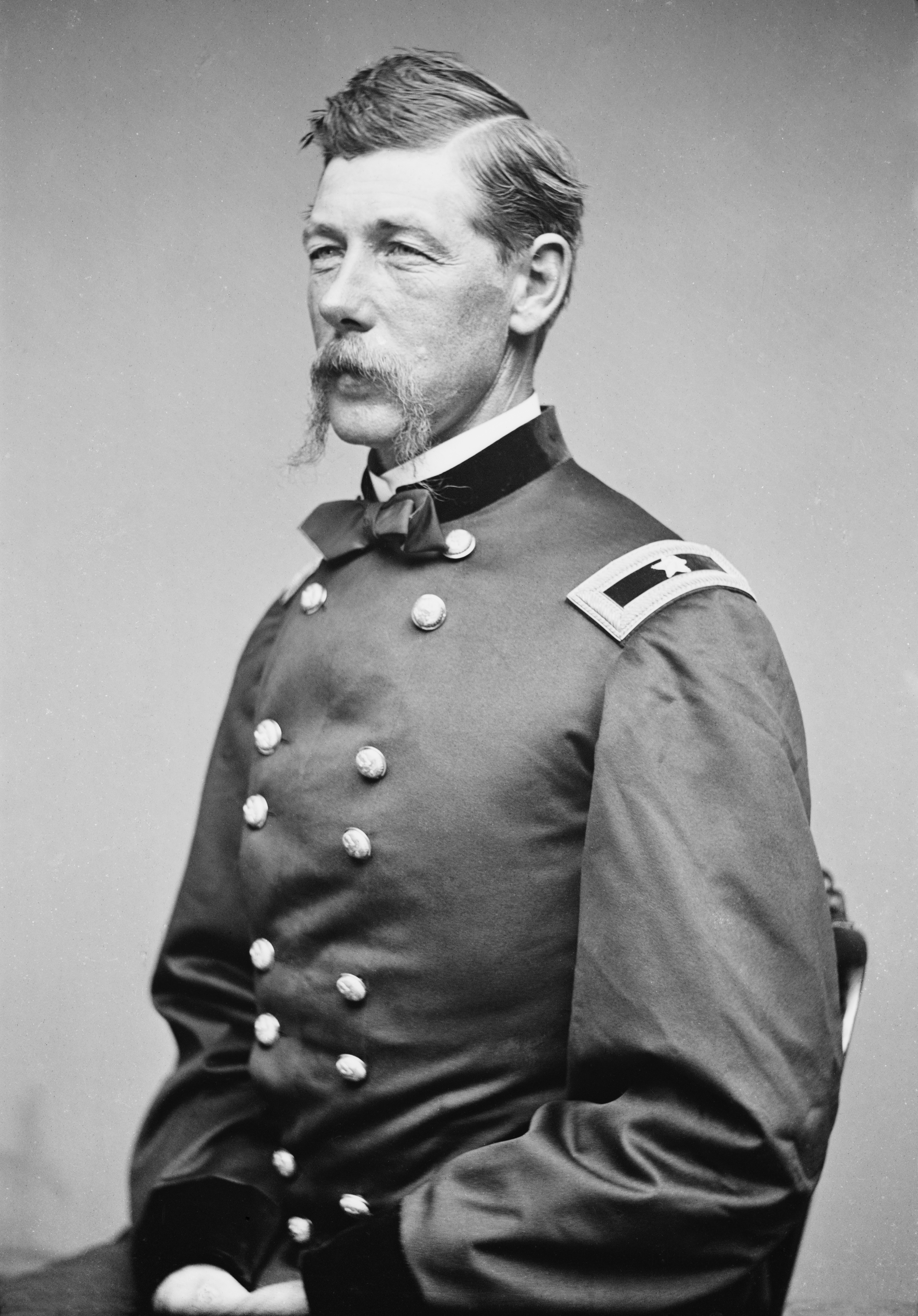
Генерал Александр Шалер

Генерал Эрли ошибался, полагая, что корпус Бернсайда стоит за Седжвиком во второй линии. В 10:00 Бернсайд вёл свой корпус к центру позиций Потомакской армии, а боевая линия корпуса Седжвика в то же время становилась всё слабее. Сражение 5 мая нанесло корпусу некоторый урон, а бои утром 6 мая дополнительно ослабили корпус. Крайней правой стояла бригада Трумана Сеймура, а левее стояла бригада Нейла, которая утром сместилась ещё дальше влево, так что Сеймуру пришлось растягивать линию своей бригады. Чтобы как-то усилить свой фланг, Седжвик в 14:00 перевёл туда бригаду Александра Шалера. Шалер поставил свои три полка под углом к линии корпуса, фронтом на север. Однако днём один из полков пришлось развернуть в пикетную цепь, а второй отправить на усиление бригады Нейла. В итоге и третий, последний полк Шалера был переведён на фронтовую позицию, оставив фланг открытым. «Самое удивительное, что армия в 100 000 человек стояла с открытым флангом, с единственной боевой линией и без укреплений, — писал потом Шалер, — я сразу уведомил генерала Сеймура, что не буду отвечать за катастрофу, которая может свалиться на нас на этом участке».

### Принятие решения
Днём генерал Юэлл внезапно изменил своё решение и утвердил план атаки Гордона. Мотивы его решения долгое время были предметом дискуссий. Сам Юэлл утверждал в рапорте, что поступил так после того, как лично изучил ситуацию: «Около 09:00 я узнал от генерала Гордона… что его разведчики обнаружили правый фланг противника неприкрытым, и он предложил обойти его, но этому воспротивился генерал Эрли, который считал это небезопасным. Ситуация требовала моей личной проверки, что было сделано, как только позволили мои другие обязанности, но в результате этой задержки и прочих неизбежных обстоятельств манёвр не начался почти до заката. После проверки я приказал атаковать и отрядил бригаду Роберта Джонстона из дивизии Роудса для усиления Гордона». Примерно так же излагает события адъютант Юэлла Браун.
Джубал Эрли в мемуарах писал, что решение принимал именно он. Обнаружив, что корпус Бернсайда ушёл и что угрозы левому флангу больше нет, он посоветовал генералу Юэллу утвердить предложение Гордона. Сам Гордон в своём рапорте не упоминает обстоятельства принятия решения. Он кратко сообщает, что в конце дня 6 мая получил приказ от генерала Эрли начать формировать бригаду. Впоследствии, в мемуарах 1903 года, он рассказал эту историю более подробно. По поздней версии, генерал Ли лично прибыл на совещание с Юэллом и Эрли, выслушал аргументы Гордона и вопреки мнению Эрли приказал начать атаку. Эта версия событий вошла и в биографию генерала Ли авторства Дугласа Фримана. Гордон опубликовал эту версию уже после смерти Ли, Юэлла и Эрли, но ещё были живы адъютанты Эрли (например, Джон Дэниел), которые объявили эту версию фальсификацией. По версии Дэниела, Гордон явился к Эрли в 17:30 и попросил разрешения начать атаку под свою ответственность. Эрли ответил: «Отлично, генерал Гордон, идите и выполняйте».
Из имеющихся фактов следует, что Ли и Юэлл встречались и обсуждали возможность атак днём 6 мая, но неизвестно, где именно. Весьма вероятно, что Ли настаивал на необходимости атаки федерального правого фланга. Он как раз задумывал атаку на правом фланге своей армии и был заинтересован в одновременной атаке на фронте Юэлла. Присутствие же Гордона на этих переговорах маловероятно, как и то, что Ли заставил Юэлла и Эрли действовать вопреки их решению — это не соответствует его обычному командному стилю.

## Атака

Атака Гордона

Получив разрешение, Гордон сразу вывел свою бригаду на поляну за федеральным правым флангом и построил её перпендикулярно линии противника. Бригада Джонстона встала левее. Бригада Пеграма должна была атаковать с фронта. Координацию наступления всех трёх бригад поручили адъютанту генерала Эрли Джону Дэниелу. Всё построение прошло в полной тишине, и даже приказы офицеры отдавали шёпотом. Крайним в федеральной линии в это время стоял 1-й батальон 4-го Нью-Йоркского полка тяжёлой артиллерии. Его рядовые отдыхали, готовили еду и хоронили погибших. С ничейной полосы возвращались раненые, которые заметили движение в рядах противника и предупредили, что «через минуту тут начнётся ад». И всё же атака Гордона оказалась для ньюйоркцев полной неожиданностью. Свидетель вспоминал, что внезапное появление южан с фланга и тыла заставило северян сразу же обратиться в бегство, бросив свинину на сковородках, кофе на огне и винтовки на земле. Подразделения Шалера побежали сразу, открыв фланг 110-го Огайского полка, который в итоге тоже стал отходить. Полковник 122-го Огайского обнаружил противника в тот момент, когда тот уже был в тылу его полка.
Южанам удалось легко опрокинуть бригаду Сеймура, но затем у них начались некоторые проблемы. Левее Сеймура стояла бригада Нейла, которая была атакована с фронта, но Нейл перестроил вторую линию фронтом на север и встретил атаку противника.
Когда началась атака Гордона, Шалер и Сеймур находились в тылу в штабе Седжвика. Сеймур как раз говорил, что его люди уже выдержали две атаки и могут не выдержать третью, когда послышалась стрельба. Все трое — Седжвик, Шалер и Сеймур — бросились на позиции и оказались на месте в тот момент, когда отходило последнее подразделение Сеймура. Южане подошли так близко, что их конный офицер навёл пистолет на Седжвика и крикнул «Сдавайся, ты, чёртов сукин сын!», но был сразу застрелен рядовым нью-йоркского полка. Южане вели плотный артиллерийский обстрел, в то время как у северян не оказалось своей артиллерии. Седжвик оказался у линии бригады Нейла и там пытался остановить отступающих: «Остановитесь, Бога ради, парни, — кричал он, размахивая шпагой, — не позорьте себя и своего генерала таким образом!». Он заметил знаменосца, подозвал его к себе, но в это время прозвучал ружейный залп, которым был убит знаменосец и ранена лошадь Седжвика. Генералу пришлось уйти пешком в тыл.

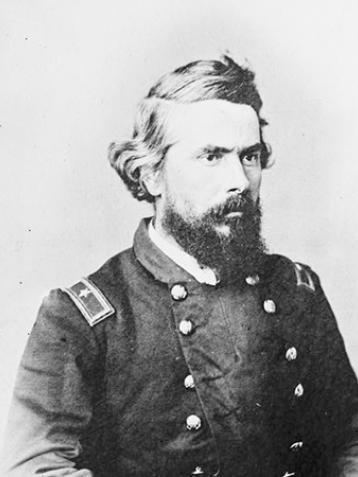
Генерал Сеймур

Шалер тоже пытался остановить свою бригаду, но внезапно оказался окружён конфедератами и попал в плен. В плен был захвачен также Сеймур, который пытался выявить положение противника. Сеймура и Шалера отправили в тыл позиций Юэлла, в таверну Робертсона, где обеспечили им завтрак и постель. Очевидец вспоминал, что высокий худой Сеймур странно смотрелся рядом с низкорослым Шалером, когда они оба шли в тыл.
Когда известия об атаки пришли в штаб Джорджа Мида (командующего Потомакской армии), сам Мид отсутствовал (он был в штабе Гранта), и временное командование принял Эндрю Хэмфрис. Одна за другой поступали известия, что корпус Седжвика опрокинут, южане идут в тыл, а Седжвик и генерал Райт попали в плен. Вскоре прибыл Мид вместе с Грантом. Им также сообщили, что корпус разбит и штаб в опасности. «Не хотите ли вы сказать, что VI корпус уже не способен воевать в этой кампании?» — саркастически спросил Мид, на что получил ответ: «Боимся, что так». Лиман вспоминал, что Грант немного встревожился при этих словах, но Мид сохранил самообладание. «Чушь, — сказал он, — если они прорвали нашу линию, то за ночь всё равно ничего не успеют сделать». Грант распорядился послать подкрепления на опасный участок, после чего вернулся в штаб, сел на стул перед палаткой, закурил новую сигару и остался «островком спокойствия» среди всеобщей паники.
Именно в этот момент произошла знаменитая сцена: один из офицеров подошёл к Гранту и сказал: «Генерал Грант, эту проблему нельзя недооценивать. Я знаю методы Ли из прошлого опыта; он бросит свою армию между нами и рекой Рапидан и отрежет нас от коммуникаций». Грант ответил: «О, я уже устал слушать, что намерен делать Ли. Некоторые из вас склонны думать, что он внезапно совершит двойное сальто и приземлится у нас в тылу и на всех флангах одновременно. Идите к своей части и подумайте, что нам самим делать, а не что собирается делать Ли».
Между тем атака Гордона постепенно выдыхалась. В густом лесу было совершенно невозможно координировать наступление трёх бригад. Командир 31-го Джорджианского полка сообщил генералу Эрли, что вышел к укреплённой линии противника; Эрли приказал наступать бригаде Пеграма, которую после ранения Пеграма возглавлял полковник Джон Хоффман. Однако из-за неточных приказов три полка Хоффмана пошли вправо, два влево, а сам полковник потерял связь с бригадой. Не смогла помочь и бригада Джонстона: она стояла во второй линии за бригадой Гордона, но никто не знал положения противника, плана атаки и свойств местности. Бригада шла через густой лес, ориентируясь по шуму сражения, но уклонилась слишком далеко влево, к Германа-Пленк-Роуд. Вероятно, именно этот манёвр породил слухи о южанах, наступающих по этой дороге в тыл федеральной армии. Понимая, что опасно оторвался от своих, Джонстон вернул бригаду на исходную позицию.
Джон Дэниел, адъютант генерала Эрли, которому была поручена координация атакующих сил, заметил, что атака приостанавливается, и повёл один из полков Хоффмана на помощь Гордону, но был ранен в ногу и покинул поле боя. Координировать наступление стало некому, а Эрли решил не рисковать остальными дивизиями. В это время ждала приказа к началу атаки также бригада Хайса, но было решено её не задействовать. Между тем на федеральный фланг прибывали подкрепления: пришли 10-й Вермонтский и 106-й Нью-Йоркский полки из бригады Уильяма Морриса, и Седжвик рискнул перебросить в горячую точку также 121-й Нью-Йоркский и 95-й Пенсильванский полки из бригады полковника Аптона.
Атака Гордона выдохлась, и тогда он лично обратился к бригаде Пеграма. Участники вспоминали, что он со слезами на лице умолял их пойти с ним и взять укрепления противника. Некоторые согласились и ушли вместе с ним в сторону позиций северян. Около 22:00, наступая через густой лес, южане увидели лежащих на земле людей и приняли их за свою стрелковую цепь. Но это оказались федералы, которые встали и дали залп почти в упор, с 15-ти футов, по воспоминаниям очевидцев. Гордон был вынужден отступить. «Едва ли хоть один наш человек был ранен во время этой атаки, — вспоминал солдат-северянин, — но убитые и раненые мятежники буквально покрывали всю землю».

## Последствия
Гордону удалось нанести армии противника ощутимый урон, захватить в плен двух бригадных генералов и серьёзно испугать федеральное командование, но он не смог достичь главной цели — разгрома корпуса Седжвика. Южане отступили, но сохранили свою боевую линию. Седжвик загнул свой фланг, и теперь его удерживала бригада Нейла. В рапорте Гордон писал, что потерял 50 человек, в послевоенных мемуарах — что потерял 60 человек, из которых половина была потеряна во время второй ночной атаки.
Утром 7 мая генерал Ли прибыл на место вечерней атаки, и по его просьбе Гордон показал ему участок наступления. При свете дня стали видны последствия атаки: брошенные ранцы, подсумки и мушкеты. Также на поле боя было обнаружено более 400 тел убитых северян. На следующий день, 8 мая, Ли, вероятно, впечатлённый успехом Гордона, поставил Гордона во главе дивизии Джубала Эрли, который временно возглавил I корпус армии.

### Оценки
Уже после войны разгорелись споры о том, был ли Гордон близок к победе и могла ли его атака изменить ход сражения. Генерал Эрли в своих мемуарах оценивал атаку и её перспективы скептически. Он писал что Гордона спасла темнота, иначе противник заметил бы беспорядок в его частях. Кроме того, в темноте северяне переоценили численность атакующих. Генерал Джонстон полагал, что плохая организация атаки помешала добиться всех поставленных целей. Он говорил, что его бригада сделала бы гораздо больше, если бы ему изначально передали всю нужную информацию. Офицер из штаба бригады Пеграма тоже писал, что успех Гордона был впечатляющим, но не был своевременно развит бригадой Пеграма из-за противоречивых приказов. Сам Гордон был убеждён, что добился бы больших результатов, если бы начало атаки не было отложено по вине Юэлла и Эрли. Он писал, что убеждён, что если бы атака началась раньше и при хорошей поддержке — если бы бригады включались в бой одна за другой по мере того, как противник отступал с их фронта, — то был бы разбит весь правый фланг Гранта, а возможно, что и вся Потомакская армия оказалась бы под угрозой. Сорок лет спустя в своих мемуарах он писал, что из-за медлительности его командиров была упущена лучшая возможность из всех, что когда-либо выпадали армии Ли.
Историк Гордон Реа писал, что трудно решить, кто из оппонентов прав в этом споре. Решения Эрли и Гордона были равно обоснованными. Впоследствии между генералами возник конфликт, из-за чего стоит критически воспринимать всё, что они писали друг о друге. Генерал Ли вроде бы склонялся на сторону Гордона в этом вопросе. Считается, что уже после войны он сказал: «Гордон начал слишком поздно и у него не было достаточных подкреплений, чтобы добиться какого-либо серьёзного результата». Генерал Грант в своём рапорте отметил способности Седжвика и никак не упомянул тот факт, что Седжвик позволил своему корпусу попасть под внезапную фланговую атаку. Вместе с тем Лиман, офицер штаба Гранта, считал, что эта история — самая позорная страница в истории VI корпуса. Генерал Хэмфрис осуждал Седжвика за то, что тот не уследил за своим флангом и упустил шанс провести аналогичную атаку днём ранее. Больше всего досталось генералу Сеймуру. В письме Халеку от 7 мая Грант утверждал, что именно по вине полков Сеймура рухнул весь фланг. «Старая бригада Милроя была атакована и бежала в полном беспорядке, без сопротивления, увлекая за собой остальных» — писал он. Участник событий из бригады Сеймура также писал, что позорное бегство имело место только по вине бездарности командиров. Впоследствии полковник Джозеф Кейфер писал, что Грант сделал бригаду Сеймура козлами отпущения, чтобы было на кого свалить вину. На фланге стояла бригада Шалера, а не Сеймура, писал он, и Сеймур, наверное, мог бы командовать и получше, но сама бригада сражалась храбро.